# Boulevard Poissonnière
Boulevard Poissonnière är en boulevard i Quartier du Mail och Quartier du Faubourg-Montmartre i Paris andra och nionde arrondissement. Boulevarden är uppkallad efter Rue Poissonnière. Boulevard Poissonnière börjar vid Boulevard de Bonne-Nouvelle och slutar vid Boulevard Montmartre.
Boulevard Poissonnière är en av Les Grands Boulevards.

## Omgivningar
- Notre-Dame-de-Bonne-Nouvelle
- Saint-Eugène-Sainte-Cécile
- Musée Grévin

## Bilder
| - Gatuskylt. - Revue passé par le Prince-Président sur les Grand Boulevards, målning av Gustave-Edward Barry. - Musée Grévin. |

## Kommunikationer
- Tunnelbana – linjerna   – Grands Boulevards
- Tunnelbana – linjerna   – Bonne-Nouvelle

### Webbkällor
- ”Boulevard Poissonnière”. Mairie de Paris. https://web.archive.org/web/20160303214015/http://www.v2asp.paris.fr/commun/v2asp/v2/nomenclature_voies/Voieactu/7518.nom.htm. Läst 7 september 2022.
- ”Boulevard Poissonnière (2ème et 9ème arrondissement)”. Les rues de Paris. https://web.archive.org/web/20160620070728/http://www.parisrues.com/rues02/paris-02-boulevard-poissonniere.html. Läst 7 september 2022.